# Michael Friedländer (médecin)
Ne doit pas être confondu avec Michael Friedländer.
Pour les articles homonymes, voir Friedländer.
Michael Friedländer, né à Königsberg en 1768 et mort à Paris le 20 avril 1824, est un médecin allemand. 

## Biographie
Issu d'une famille israélite, il étudie à Königsberg, Berlin, Gottingen et Halle et fonde le premier journal en hébreu, Le Glaneur. Il devient un des principaux propagateurs de la vaccine à Berlin. 
Il collabore avec Christoph Heinrich Pfaff et écrit dans les Annales françaises d'histoire naturelle, de physique et de chimie, dans le Journal de médecine de Christoph Wilhelm Hufeland et au Journal de l'éducation de François Guizot. 
En 1815, il publie en français L'Education physique de l'homme.

## Publications
- Dissertatio inauguralis medica de calore corporis humani aucto ejusque medela, Halle : Grunert, 1791.
- Entwurf einer Geschichte der Armen und Armenanstalten, Leipzig, 1804.
- Versuche in der Arzneykunde, Leipzig, 1804.
- Exposition du système cranologique de M. Gall: présenté à la Societé de médecine, Paris, 1806.
- Sammlung von Beobachtungen und Thatsachen, die die häutigen Bräune (Croup) betreffen, aus dem von der französischen Originale übersetzt und herausgegeben, Tübingen: Cotta, 1808.
- De l'éducation physique de l'homme, Paris, Treuttel et Würtz, 1815.
- Observations relatives à la lettre de M. Friedlander sur l'état actuel du magnétisme en Allemagne, Paris, Dentu, 1817.
- Über die körperliche Erziehung des Menschen, Übersetzt aus dem Französischen von Eduard Oehler, Leipzig 1819.
- Bibliographie méthodique des ouvrages publiés en Allemagne, sur les pauvres: précédée d'un coup d’œil historique sur les pauvres, les prisons, les hôpitaux, et les institutions de bienfaisance de ce pays, Paris: Imprimerie de J. Smith, 1822.